# Douzième kilomètre
Le Douzième kilomètre, ou plus simplement le Douzième, est un lieu-dit de l'île de La Réunion, département et région d'outre-mer français dans le sud-ouest de l'océan Indien. Il constitue un quartier de la commune du Tampon.